# Partenio

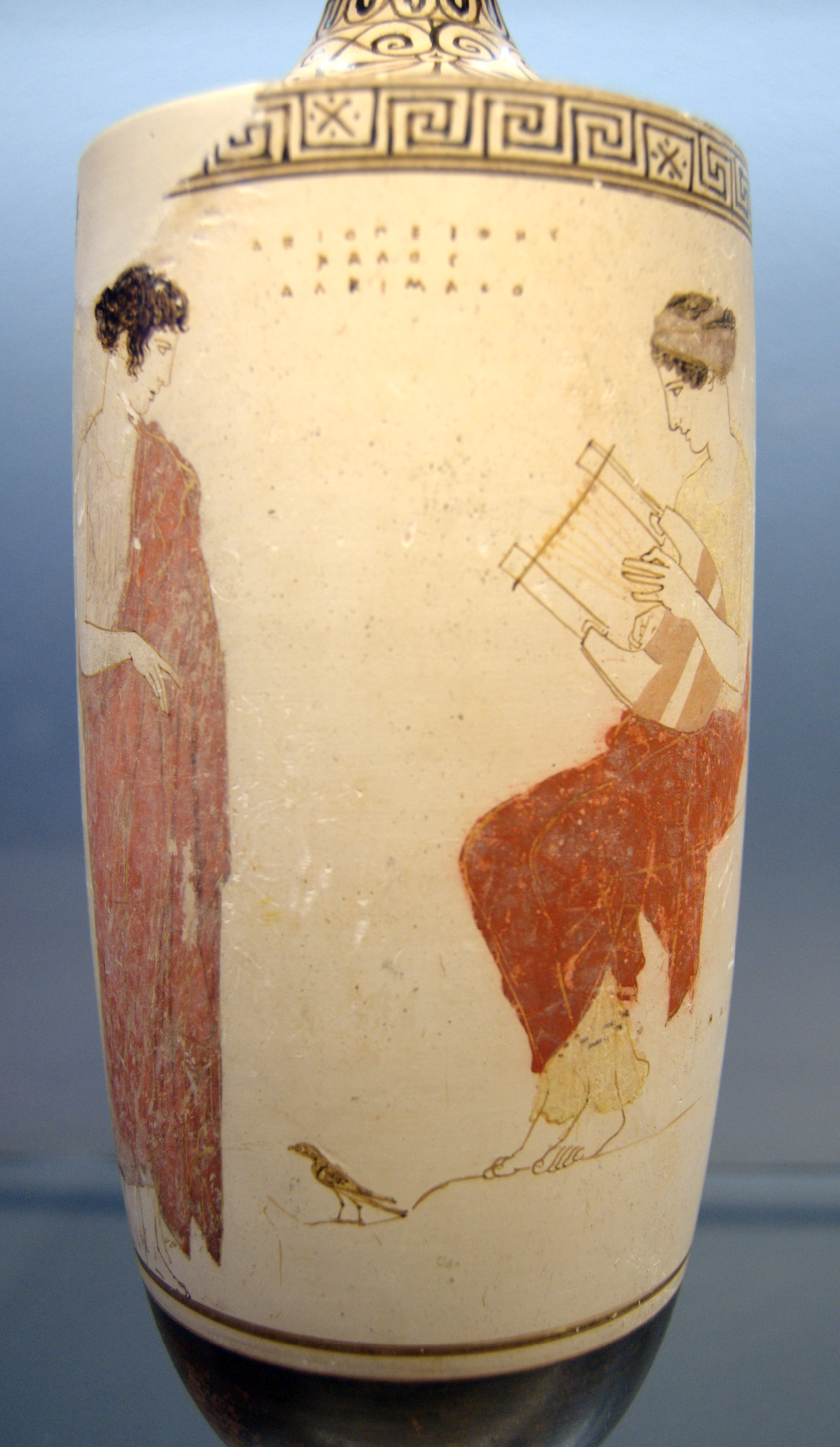
Dos musas en el monte Helicón Lécito ático de fondo blanco, 440-430 a. C.

El partenio en griego antiguo: παρθένειον, romanizado: partheneion,“canto de la virgen”; en griego antiguo: παρθένος, romanizado: partenos, ‘virgen’) es una composición coral de la lírica griega arcaica. El canto estaba destinado a ser ejecutado por un coro de muchachas (párthenoi), guiadas por la más destacada de él, a la que se denominaba corego, y se realizaba en honor a alguna divinidad femenina asociada a la fertilidad y a la juventud. Los partenios tenían un ritmo moderadamente vivo y solían ejecutarse con acompañamiento de música y danza. El cultivador más destacado del género fue Alcmán. También se conservan partenios de Píndaro.